# Turcja na Letnich Igrzyskach Olimpijskich 1996
Turcję na Letnich Igrzyskach Olimpijskich 1996 reprezentowało 53 zawodników, 44 mężczyzn i 9 kobiet.

## Zdobyte medale
| Medal  | Zawodnik          | Dyscyplina           | Konkurencja                        | Rezultat |
| ------ | ----------------- | -------------------- | ---------------------------------- | -------- |
| Złoto  | Halil Mutlu       | Podnoszenie ciężarów | Kategoria do 56 kg mężczyzn        | 287,5 kg |
| Złoto  | Naim Süleymanoğlu | Podnoszenie ciężarów | Kategoria do 64 kg mężczyzn        | 357,5 kg |
| Złoto  | Mahmut Demir      | Zapasy               | Styl wolny, kategoria do 130 kg    | [ 3 ]    |
| Złoto  | Hamza Yerlikaya   | Zapasy               | Styl klasyczny, kategoria do 82 kg | [ 3 ]    |
| Srebro | Malik Beyleroglu  | Boks                 | Waga średnia                       | [ 3 ]    |
| Brąz   | Mehmet Akif Pirim | Zapasy               | Styl klasyczny, kategoria do 62 kg | [ 3 ]    |